# José Lepe Preciado
José T. Lepe Preciado fue un periodista, escritor y narrador mexicano. Nació en Tonaya, Jalisco, el 30 de octubre de 1919. Sus padres fueron Justino Lepe Galindo y Marcelina Preciado Michel. Durante muchos años residió en Colima donde falleció, en el año 2002. Se casó con Josefina Herrera Guerrero, con quien procreó 5 hijos: Rosa María, Teresa Marcelina, Justino Manuel, Javier y José Antonio.
Desde muy joven resultó triunfador en diferentes certámenes literarios provinciales, obteniendo diversos premios en concursos de cuentos. Fue presidente del Seminario de Cultura de Colima y de la Asociación de Periodistas y Escritores Colimenses. Fue columnista en los diarios Ecos de la Costa, El Imparcial y La Uva Literaria. 
Fue conferencista en múltiples ocasiones. Recibió más de medio centenar de diplomas y reconocimientos. En 1982 el gobierno de Jalisco le rindió un homenaje en Tonaya (su tierra natal), como un reconocimiento a su labor literaria.
Su nombre real fue J. Trinidad Lepe Preciado, pero optó usar como nombre literario José T. Lepe Preciado.
Recientemente por la iniciativa de Enrique Ceballos Ramos, director de la editorial Tierra de Letras (enlace roto disponible en Internet Archive; véase el historial, la primera versión y la última)., en la Universidad de Colima se rindió homenaje a este escritor jalisciense  a través de una antología, se presentó en el Archivo Histórico de la Universidad de Colima (enlace roto disponible en Internet Archive; véase el historial, la primera versión y la última). el libro La voz del tiempo. Centenario de José Trinidad Lepe Preciado (1919-2019) de la colección “Centenarios”.

## Obras
- Pedro Zamora, la voz del viento (1982)
- La montaña del oro (1981)
- Donde la tierra acaba (1979)
- La noche en que las ranas cantaron (1978)
- Ese pueblo mío (1976)
- El sol de mediodía (1966)
- Del color del agua (1964)
- Más allá del Sol
- Las Voces Sobre el Muerto
- El Árbol del Dinero
- La Montaña Azul
- Creatividad Literaria: Metodología del Cuento
- Jesús Alcaraz, su Vida y Obra
- La voz del tiempo. Centenario de José Trinidad Lepe Preciado  (2019)

## Actividades Culturales
- Fundador de los grupos culturales: "Coquimatlán" (en ese lugar) y "Antares" en Armería
- Participó durante dos años en el programa radiofónico semanal "El Foro de los Niños", promovido por la Casa de la Cultura de Colima
- Promotor de los Juegos Florales Nacionales con sede en Santiago Ixcuintla, Nay.
- Miembro del grupo "Arquitrabe" con sede en Cd. Guzmán, Jal.
- Promotor del monumento a Jesús Alcaraz en Coquimatlán, Col.
- Promotor del monumento a la Madre en Colima, Col.

## Actividades Políticas y Sociales
- Diputado suplente del IV Distrito (1955-58)
- Agente Federal de Hacienda en Coquimatlán (1959-62)
- Presidente de la asociación Colimense de Periodistas y Escritores, A.C.
- Miembro de la Sociedad Colimense de Estudios Históricos
- Miembro y Secretario de la Sociedad Mexicana de Geografía y Estadística de Colima
- Miembro de la Organización Rotaria de la que fue Gobernador del Distrito 415 que comprende los estados de Colima, Jalisco, Nayarit y Sinaloa (1979-80)
- Vicepresidente del Consejo de Gobernadores Rotarios en su Distrito
- Director del Archivo Histórico Municipal de Coquimatlán (1982-85)
- Presidente del Consejo Editorial de la Asociación Colimense de Periodistas y Escritores, A.C. (1987-90)
- Integrante de la Sociedad de Investigación, Rescate y Conservación de las Culturas Precolombinas, A.C. en Colima.